# 安徽楤木
安徽楤木（学名：Aralia subcapitata）为五加科楤木属的植物，为中国的特有植物。分布在中国大陆的安徽、浙江等地，常生于山坡上，目前尚未由人工引种栽培。